# Паули, Фридрих Август
Фридрих Август фон Паули (6 мая 1802, Остхофен — 26 июня 1883, Бад-Киссинген) — немецкий инженер путей сообщения, пионер в деле строительства железнодорожных мостов. Считается создателем Королевских Баварских железных дорог.
Родился в семье пастора, был двенадцатым ребёнком. В 1816 году его отец умер, поэтому Паули, не имея средств к существованию, был вынужден уехать в английский Манчестер, летом 1817 года, где его финансово поддерживал работавший там адвокатом старший брат Вильгельм. В Англии он начал изучать бухгалтерское дело, но вскоре увлёкся механикой и физикой, какое-то время учился у Джона Дальтона. В 1821 году Вильгельм умер; Паули, завершив к тому времени своё обучение, открыл токарную мастерскую, но не преуспел в этом и вернулся в Германию, где изыскал возможность поступить в Гёттингенский университет для продолжения образования.
Впоследствии стал профессором и ректором Высшей технической школы в Мюнхене. Из его сооружений известны мосты на реке Изар и по Майнцской железной дороге, построенные по новой, изобретённой им системе, которая названа его именем.